# Герман (Ранковце)
Герман (Ђерман, мкд. Герман) је насеље у Северној Македонији, у североисточном делу државе. Герман је у оквиру општине Ранковце.

## Географија
Герман је смештен у североисточном делу Северне Македоније, близу државне границе са Србијом (2 km). Од најближег града, Куманова, село је удаљено 40 km источно.
Село Герман се налази у историјској области Славиште. Насеље је положено високо, на висовима планине Герман, на преко 1.300 метара надморске висине.
Месна клима је планинска због знатне надморске висине.

## Прошлост
У "Ђерману" је 1910. године радила српска школа са учитељем Димитријем Јовановићем. Њега су маја те године мучили турски војници тражећи оружје од Срба.

## Становништво
Герман је према последњем попису из 2002. године имао 311 становника. Од тога огромну већину чине етнички Македонци (97%), а мањина су Срби.
Претежна вероисповест месног становништва је православље.